# Kecis
Kecis is een bestuurslaag in het regentschap Wonosobo van de provincie Midden-Java, Indonesië. Kecis telt 640 inwoners (volkstelling 2010).